# Mindomo

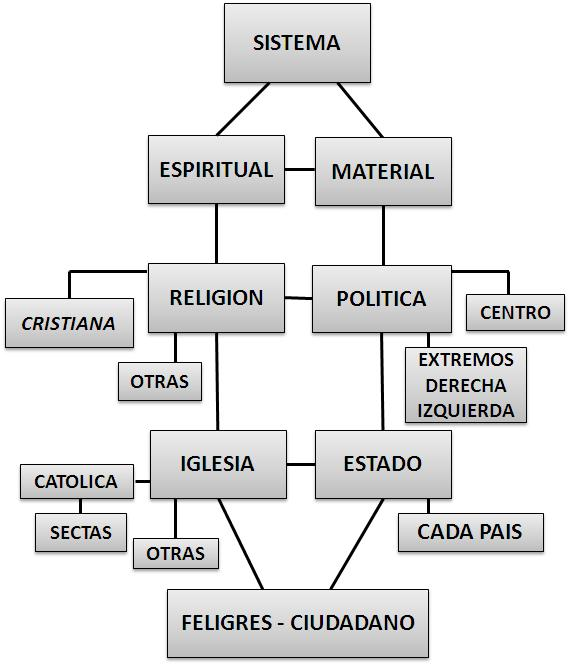
ejemplo de mapa conceptual

Mindomo es un software de creación de mapas mentales colaborativos en línea donde los usuarios pueden crear, ver y compartir mapas mentales en su buscador.
Los usuarios no registrados pueden ver los mapas mentales creados por los usuarios, mientras que a los usuarios registrados se les permite ver y crear mapas mentales utilizando diferentes formas, tamaños y colores en los cuadros de texto, así como conectores lógicos que facilitan la creación y asimilación de mapas mentales.
La versión gratuita limita el número de mapas privados a tres e inhabilita algunas aplicaciones especiales tales como la subida de archivos.

## Historia
Mindomo fue lanzado por primera vez en 2007. Inicialmente se construyó usando Flash, pero desde marzo de 2014 se basa en HTML5.
Dispone de una versión para escritorio basada en Adobe AIR runtime, permitiendo a los usuarios trabajar los mapas mentales sin conexión a Internet.  Además, se han publicado versiones para iOS y Android.

## Características
Entre sus características principales podemos encontrar:
1. Disponibilidad de varios formatos.
2. Los mapas creados se pueden compartir y exportar.
3. Permite trabajar con otros simultáneamente sobre un mapa mental.
4. Ofrece la posibilidad de añadir diferentes estilos, iconos y temas.
5. Es necesario registrarse para poder crear y compartir mapas mentales y conceptuales.

## Actualizaciones
Esta aplicación se mantiene en constante mantenimiento para garantizar la mejor experiencia para el usuario, su última actualización es la versión 9.5.1 del  año 2021.

## Requerimientos
Los requisitos que se solicitan se dividen en:
- Requisitos del sistema: diversos navegadores como Firefox, Safari, Internet Explorer o Chrome. Tener instalado Flash Player 9 o superior.

- Plataformas soportadas: Windows XP / Vista / 7 / 8 , MAC OSX , Linux  Windows 10.
- Requisitos del usuario: precisa registrarse para adquirir una cuenta gratuita solo es necesario un nombre de usuario y una dirección de correo electrónico válida.